# Домашняя церковь
Домашняя церковь — богословский термин, обозначающий форму организации религиозной жизни, когда христиане собираются с религиозными целями дома. В другие дни они могут посещать или не посещать богослужений в храмах. Домашняя церковь обыкновенно собирается в месте проживания одного из её участников. С понятием «домашней церкви» связано, но не полностью совпадает, православное понятие «домовой церкви» и католическое понятие «капеллы». Домашняя церковь может состоять из членов одной христианской семьи или группы единомышленников, которые еженедельно собираются для молитвы. Впервые понятие «домашней церкви» встречается в Посланиях апостола Павла (1Кор. 16:19; Рим. 16:4).
Домашняя церковь как форма христианской общины получила самое широкое распространение в Индии и Китае, по причине широкомасштабных преследований христиан.
Существует также протестантская конфессия Домашняя церковь, декларирующая абсолютный отказ от церковной иерархии.